# 1074
1074 (MLXXIV) var ett normalår som började en onsdag i den julianska kalendern.

## Händelser

### April
- 28 april – När den danske kungen Sven Estridsson dör inleds den period i Danmarks historia då fem av hans söner kommer att efterträda varandra på tronen. Det är möjligt att sonen Harald väljs till kung av Danmark redan vid Svens död, men det är inte helt säkert förrän 1076.

### Okänt datum
- Géza I blir kung av Ungern.

## Födda
- Edgar, kung av Skottland 1097–1107
- Maud av Huntingdon, drottning av Skottland 1124–1130 eller 1131 (gift med David I) (född omkring detta år)

## Avlidna
- 28 april – Sven Estridsson, kung av Danmark sedan 1047.
- Fujiwara no Shōshi, japansk kejsarinna